# 新解釈・日本史
『新解釈・日本史』（しんかいしゃく にほんし）は、MBS制作、TBS系で2014年4月28日から6月23日まで放送された日本のテレビドラマ。主演はムロツヨシ。
なお、本項目では日時表記を日本標準時で記載し、提出された出典内容や公式HPで表示されている内容とは異なる。また本放送ではステレオ2による解説放送を実施。

## キャスト

### 第1話 「信長は本当に潔く自害したのか?」
- 織田信長 - ムロツヨシ[2]
- 森蘭丸 - 浦井健治
- おせん - 上地春奈
- 明智光秀 - 若葉竜也
- 武将 - 吉沢亮、長谷川忍（シソンヌ[3]）、じろう（シソンヌ[3]）、太田恭輔、本多力

### 第2話 「薩長同盟は本当に坂本龍馬の手柄なのか?」
- 坂本龍馬 - ムロツヨシ
- 西郷隆盛 - 長谷川忍
- 木戸貫治 - 若葉竜也
- 男 - 太田恭輔、本多力

### 第3話 「芭蕉はおくのほそ道をどのように辿ったのか?」
- 松尾芭蕉 - ムロツヨシ
- 河合曾良 - 本多力
- 桐谷伊右衛門 - 太田恭輔
- 桐谷しず - 上地春奈
- 桐谷三木助 - 若葉竜也
- 蒲田庄平 - 長谷川忍
- 蒲田伝兵衛 - 吉沢亮
- 使用人 - じろう

### 第4話 「伊能忠敬はどのように精巧な日本地図を作ったのか?」
- 門倉隼太 - ムロツヨシ
- 伊能忠敬 - 長谷川忍
- 平山宗平 - 浦井健治
- 伊能秀蔵 - 本多力
- 吉助 - 太田恭輔
- 長助 - じろう
- 謎の女 - 上地春奈

### 第5話

#### 第1部 「ザビエルはどのようにキリスト教を広めたのか?」
- ザビエル - ムロツヨシ
- 殿様 - 本多力
- 武将 - 浦井健治、若葉竜也
- しもべ - じろう

#### 第2部 「あの聖徳太子の伝説は本当だったのか?」
- 聖徳太子 - ムロツヨシ
- 蘇我馬子 - 長谷川忍
- 男 - 本多力、じろう、太田恭輔
- 男（メイン） - 若葉竜也
- 男（ハモリ） - 浦井健治
- 女 - 上地春菜

### 第6話 「巌流島の決闘は、本当に武蔵が勝ったのか?」
- 宮本武蔵 - ムロツヨシ
- 佐々木小次郎 - 浦井健治
- 茂市 - 本多力
- 太助 - じろう
- 次郎太 - 長谷川忍
- ヤス吉 - 太田恭輔
- テツ - 若葉竜也
- 女 - 上地春奈

### 第7話 「何故、将軍綱吉は生類憐みの令を発令したのか?」
- 徳川綱吉 - ムロツヨシ
- 桂昌院 - 上地春奈
- 隆光僧正 - 若葉竜也
- 武将 - 本多力、じろう

### 第8話

#### 第1部 「女王 卑弥呼の真実の姿とは?」
- 卑弥呼・弟 - ムロツヨシ
- 卑弥呼 - 上地春奈
- 男 - 太田恭輔、じろう

#### 第2部 「天下の大泥棒と呼ばれた石川五右衛門の本当の姿は?」
- 石川五右衛門 - ムロツヨシ
- 泥棒 - 本多力、若葉竜也、長谷川忍
- 役人 - じろう

### 第9話 「水戸黄門漫遊記の真実とは?」
- 水戸光圀 - ムロツヨシ
- 格さん - 浦井健治
- 助さん - 若葉竜也
- 屋吉 - 吉沢亮
- おぜん - 上地春奈
- 長助 - 本多力
- 伝べえ - じろう
- 権兵衛 - 太田恭輔
- 太助 - 長谷川忍

## スタッフ
- 脚本 - 福田雄一
- 音楽 - 石田勝範
- 監督 - 福田雄一、塚本連平、深迫康之
- 主題歌 - 石崎ひゅーい「ピーナッツバター」（デフスターレコーズ）[4]
- ナレーション - 村岡希美
- 歴史アドバイザー - 金谷俊一郎
- 助監督 - 桑島憲司
- 題字 - 鈴木不倒
- プロデュース - 森谷雄
- チーフプロデューサー - 篠原廣人、丸山博雄
- プロデューサー - 前田利洋、深迫康之
- ラインプロデューサー - 平野宏治、松浦朋子
- アシスタントプロデューサー - 加藤智子、河瀬知
- 制作プロダクション - アットムービー
- 制作協力 - PlusD / ロックワークス
- 製作 - ドラマ「新解釈・日本史」製作委員会 / MBS

## サブタイトル
| 話数                                                      | 放送日(MBS) | (TBS)   | 部数  | サブタイトル                                    | 監督     |
| --------------------------------------------------------- | ----------- | ------- | ----- | ----------------------------------------------- | -------- |
| 第1話                                                     | 4月28日     | 4月30日 | -     | 信長は本当に潔く自害したのか?                   | 福田雄一 |
| 第2話                                                     | 5月05日     | 5月07日 | -     | 薩長同盟は本当に坂本龍馬の手柄なのか?           | 塚本連平 |
| 第3話                                                     | 5月12日     | 5月14日 | -     | 芭蕉はおくのほそ道をどのように辿ったのか?       | 塚本連平 |
| 第4話                                                     | 5月19日     | 5月21日 | -     | 伊能忠敬はどのように精巧な日本地図を作ったのか? | 福田雄一 |
| 第5話                                                     | 5月26日     | 5月28日 | 第1部 | ザビエルはどのようにキリスト教を広めたのか?     | 深迫康之 |
| 第5話                                                     | 5月26日     | 5月28日 | 第2部 | あの聖徳太子の伝説は本当だったのか?             | 深迫康之 |
| 第6話                                                     | 6月02日     | 6月04日 | -     | 巌流島の決闘は、本当に武蔵が勝ったのか？        | 塚本連平 |
| 第7話                                                     | 6月09日     | 6月11日 | -     | 何故、将軍綱吉は生類憐みの令を発令したのか?     | 深迫康之 |
| 第8話                                                     | 6月16日     | 6月18日 | 第1部 | 女王 卑弥呼の真実の姿とは?                      | 塚本連平 |
| 第8話                                                     | 6月16日     | 6月18日 | 第2部 | 天下の大泥棒と呼ばれた石川五右衛門の本当の姿は? | 塚本連平 |
| 第9話                                                     | 6月23日     | 6月25日 | -     | 水戸黄門漫遊記の真実とは?                       | 塚本連平 |
| 平均視聴率 1.3%（視聴率は関東地区・ビデオリサーチ社調べ） |             |         |       |                                                 |          |

## ネット局
| 放送対象地域   | 放送局             | 系列    | 放送期間                  | 放送日時                       | ナビ番組放送日時                | 備考        |
| -------------- | ------------------ | ------- | ------------------------- | ------------------------------ | ------------------------------- | ----------- |
| 近畿広域圏     | 毎日放送（MBS）    | TBS系列 | 2014年4月28日 - 6月23日   | 月曜 0:50 - 1:20（日曜日深夜） | 4月21日 1:15 - 1:45（20日深夜） | 制作局      |
| 関東広域圏     | TBSテレビ（TBS）   | TBS系列 | 2014年4月30日 - 6月25日   | 水曜 1:11 - 1:41（火曜日深夜） | 4月23日 1:11 - 1:41（22日深夜） | 2日遅れ     |
| 北海道         | 北海道放送（HBC）  | TBS系列 | 2014年5月6日 - 7月1日     | 火曜 1:10 - 1:40（月曜日深夜） | 4月29日 1:10 - 1:40（28日深夜） | 8日遅れ     |
| 鳥取県・島根県 | 山陰放送（BSS）    | TBS系列 | 2014年5月10日 - 7月5日    | 土曜 2:00 - 2:30（金曜日深夜） | 5月3日 2:00 - 2:30（2日深夜）   | 12日遅れ    |
| 岩手県         | IBC岩手放送（IBC） | TBS系列 | 2014年7月3日 - 9月4日     | 木曜 1:11 - 1:41（水曜日深夜） | なし                            | 66日遅れ    |
| 東京都         | TOKYO MX           | 独立局  | 2014年10月3日 - 11月28日  | 金曜 23:30 - 0:00              | なし                            | 156日遅れ   |
| 中京広域圏     | CBCテレビ（CBC）   | TBS系列 | 2014年10月19日 - 12月14日 | 日曜 1:58 - 2:30（土曜日深夜） | なし                            | 172日遅れ   |
| 長崎県         | 長崎放送（NBC）    | TBS系列 | 2015年1月30日 - 3月27日   | 金曜 0:43 - 1:13（木曜日深夜） | 1月23日 0:43 - 1:13（22日深夜） | 約9か月遅れ |
| 静岡県         | 静岡放送（SBS）    | TBS系列 | 2015年4月29日 - 7月1日    | 水曜 0:41 - 1:11（火曜日深夜） | なし                            | 約1年遅れ   |